# .mx
.mx (emequis) is de internettopleveldomeinlandcode van Mexico. Het wordt beheerd door NIC-Mexico. .mx is geregistreerd in 1989.
Tot augustus 2009 waren de domeinnamen opgebouwd uit third-level-domeinen als subdomein onder de second-level-domeinen. Er zijn vijf subdomeinen:
- .com.mx – commerciële/algemene organisaties
- .net.mx – internetproviders
- .org.mx – non-profitorganisaties
- .edu.mx – onderwijsinstituties
- .gob.mx – overheidsinstituties

Tegenwoordig kunnen ook second-level-domeinen worden geregistreerd direct onder .mx.